# Ветерско
Ветерско (мкд. Ветерско) је насеље у Северној Македонији, у средишњем делу државе. Ветерско је насеље у оквиру општине Велес.

## Географија
Ветерско је смештено у средишњем делу Северне Македоније. Од најближег града, Велеса, село је удаљено 17 km северно.
Насеље Ветерско је село у Македонији. Налази се у северном делу општине Велес, са леве стране пута Скопље - Велес који пролази долином реке Пчиња.
Село Ветерско се налази у историјској области Повардарје, у оквиру Таорске клисуре. Село је смештено на брегу изнад ушћа реке Пчиње у реку Вардара, на приближно 460 метара надморске висине. Северно од села издиже се Градиштанска планина.
Површина сеоског атара простире се на површини од 10,7 km².
Месна клима је континентална.

## Историја
По статистици секретара Бугарске егзархије, 1905. године Ветерско је чисто православно, словенско село са 136 становника, верника Бугарске егзархије.

## Становништво
Ветерско су према последњем попису из 2002. године имали 9 становника.
Већинско становништво у насељу су етнички Македонци (100%).
Претежна вероисповест месног становништва је православље.